# Сеиширо Шиматани
Сеиширо Шиматани (јап. 嶋谷 征四郎; 6. новембар 1938 — 24. октобар 2001) био је јапански фудбалер.

## Каријера
Током каријере играо је за Фурукава и Кјото Шико.

## Репрезентација
За репрезентацију Јапана дебитовао је 1959. године.

## Статистика
| Јапан  | Јапан | Јапан |
| Год.   | Ута.  | Гол.  |
| ------ | ----- | ----- |
| 1959   | 1     | 0     |
| Укупно | 1     | 0     |